# Laxmannia
Laxmannia là một chi thực vật có hoa trong họ Asparagaceae.

## Danh sách loài
- Laxmannia arida Keighery
- Laxmannia brachyphylla F.Muell. – Stilted Paper-Lily[3]
- Laxmannia compacta Conran & P.I.Forst.
- Laxmannia gracilis R.Br. – Slender Wire-lily[4]
- Laxmannia grandiflora Lindl.
- Laxmannia jamesii Keighery – Paperlily[3]
- Laxmannia minor R.Br.
- Laxmannia omnifertilis Keighery
- Laxmannia orientalis Keighery – Dwarf Wire-lily[5]
- Laxmannia paleacea F.Muell.
- Laxmannia pauciflora Endl.
- Laxmannia ramosa Lindl. – Branching Lily[3]
- Laxmannia sessiliflora Decne.
- Laxmannia squarrosa Lindl. – Nodding Lily[3]